# Rivula pallida
Rivula pallida là một loài bướm đêm trong họ Erebidae.